# Vereniging van Vlaamse Grootkeukenkoks
De Vereniging van Vlaamse Grootkeukenkoks kortweg VVG genoemd is het overkoepelend orgaan van de Vlaamse provinciale grootkeukenverenigingen.

## Doelstelling
De Vereniging van Vlaamse Grootkeukenkoks werd in 1983 opgericht met als doel de provinciale grootkeukenverenigingen samen te laten werken voor de organisatie van interprovinciale activiteiten en op te treden als vertegenwoordiging van de grootkeukenkoks op nationaal niveau.

## Leden
Alle leden van de provinciale grootkeukenverenigingen maken deel uit van VVG. 
Deze verenigingen zijn:
- West-Vlaamse Grootkeukenkoks
- Grootkeukenkoks Oost-Vlaanderen
- Antwerpse Grootkeukenclub

## Bestuur
Het bestuur van VVG bestaat uit vakmensen die werkzaam zijn in de grootkeuken of verwante sectoren.
Iedere Vlaamse provincie vaardigt via hun grootkeukenvereniging twee leden af waaruit een voorzitter, een ondervoorzitter, een secretaris en een penningmeester worden verkozen.
Daarnaast worden ook nog al dan niet tijdelijke commissies opgericht met een bepaald doel of worden leden bij externe commissies of bij officiële instanties als vertegenwoordiging van de grootkeukenkoks afgevaardigd.

## Activiteiten
VVG organiseert activiteiten die overkoepelend zijn voor alle Vlaamse provincies. Enkele van de belangrijkste zijn:
- Organisatie van "Dag van de Grootkeukenkok".
- Organisatie van een vakwedstrijd waarbij de titel wordt uitgereikt van "Beste Grootkeukenkok van België - Meilleur chef Collective de Belgique".
- Organisatie van kookdemo's ter promotie van Vlaamse streekgerechten en van de opleiding tot grootkeukenkok in Vlaanderen.
- Samenwerking met de verschillende zusterverenigingen voor de opmaak en bijwerking van de Autocontrolegids voor de grootkeukensector.

## Tijdschrift
Gedurende 10 jaar was er de uitgave van "Onze Chef", een tijdschrift van VVG in samenwerking met "Tenacs". Info over de verenigingen werd tot 2024 gepubliceerd in  "Catering", een tijdschrift voor de collectiviteiten. Vanaf 2024 kan alle info geraadpleegd worden op de websites van de provinciale verenigingen.